# Enveitg
Enveitg (katalanska: Enveig) är en kommun i departementet Pyrénées-Orientales i regionen Occitanien i södra Frankrike. Kommunen ligger i kantonen Saillagouse som tillhör arrondissementet Prades. År 2022 hade Enveitg 614 invånare.

## Befolkningsutveckling
Antalet invånare i kommunen Enveitg
| Referens: INSEE |